# Andrzej Stanisław Młodziejowski
Andrzej Mikołaj Stanisław Kostka Młodziejowski (Młodziejowice, 30 novembre 1717 – Varsavia, 20 febbraio 1780) è stato un vescovo cattolico polacco.

## Biografia
Politicamente, era esponente della fazione filo-russa e nel 1767, grazie all'intervento di Nikolaj Vasil'evič Repnin, divenne membro del Seym. Lo stesso anno, dopo le dimissioni di Andrzej Hieronim Zamoyski, divenne gran cancelliere della Corona e mantenne la carica fino al 1780.
Già vescovo di Przemyśl dal 1766, nel 1768 fu trasferito alla sede di Poznań.
Dal 1773 al 1775 fu membro del Sejm che sostenne la spartizione della Polonia e il re Stanislao II Augusto Poniatowski lo chiamò a far parte del Consiglio permanente.
Fu accusato di immoralità perché conduceva una vita mondana e frequentava le donne, di corruzione per essersi impossessato di beni appartenenti alla dissolta Compagnia di Gesù e di essere coinvolto nell'avvelenamento del primate Władysław Aleksander Łubieński.

## Genealogia episcopale e successione apostolica
La genealogia episcopale è:
- Cardinale Scipione Rebiba
- Cardinale Giulio Antonio Santori
- Cardinale Girolamo Bernerio, O.P.
- Vescovo Claudio Rangoni
- Arcivescovo Wawrzyniec Gembicki
- Arcivescovo Jan Wężyk
- Vescovo Piotr Gembicki
- Vescovo Jan Gembicki
- Vescovo Bonawentura Madaliński
- Vescovo Jan Małachowski
- Arcivescovo Stanisław Szembek
- Vescovo Felicjan Konstanty Szaniawski
- Vescovo Andrzej Stanisław Załuski
- Arcivescovo Adam Ignacy Komorowski
- Arcivescovo Władysław Aleksander Łubieński
- Vescovo Andrzej Mikołaj Stanisław Kostka Młodziejowski

La successione apostolica è:
- Vescovo Władysław Wierusz Walknowski (1769)
- Vescovo Stanislaus Wykowski (1770)
- Vescovo Antoni Onufry Okęcki (1771)
- Vescovo Joannes Karski (1772)
- Arcivescovo Kasper Kazimierz Cieciszowski (1775)
- Vescovo Jan Alojzy Aleksandrowicz (1775)